# Diogoa retivenia
Diogoa retivenia är en tvåhjärtbladig växtart som först beskrevs av Spencer Le Marchant Moore, och fick sitt nu gällande namn av Franciscus Jozef Breteler. Diogoa retivenia ingår i släktet Diogoa och familjen Strombosiaceae. Inga underarter finns listade i Catalogue of Life.